# ألفرد تشستر بيتي
السير ألفرد تشستر بيتي (بالإنجليزية: Alfred Chester Beatty)‏ (1875 - 1968 م) هو رجل أعمال ومليونير. ولد في الولايات المتحدة وأخذ الجنسية البريطانية عام 1933م. كان يحب جمع المخطوطات وشرائها وخاصة المخطوطات الإسلامية.
ولد في مدينة نيويورك. درس هندسة التعدين في جامعة كولومبيا. اكتسب ثروته من استخراج النحاس وغيره من المناجم، وخاصة من ولاية كولورادو، ولُقب بـ«ملك النحاس». انتقل إلى لندن واستقر فيها في أربعينيات القرن العشرين، كما سافر إلى الشرق الأدنى والأقصى.
كان يملك برديات مهمة من مصر وغيرها وتبرع بها إلى المتحف البريطاني.
ثم انتقل إلى موطن أجداده أيرلندا عام 1950 وأسس مكتبته في دبلن التي احتوت على مجموعته وأوصى أن تكون بعد وفاته مكتبة خيرية.

## الهامش
1. ↑  Seanad 1985: "Chester Beatty died at the Princess Grace Clinic, Monte Carlo, on 19 January 1968, [...]" (some sources give this as 20 January).
2. ↑  Marry 2004.
3. ↑  دبلن.. خزانة المخطوطات الإسلامية رمضان أبوغالية - مجلة المجتمع نسخة محفوظة 25 مارس 2020 على موقع واي باك مشين.

## روابط خارجية
- ألفرد تشستر بيتي على موقع الموسوعة البريطانية (الإنجليزية)
- ألفرد تشستر بيتي على موقع مونزينجر (الألمانية)